# オレクシイ・アルチェフスキー
オレクシイ・キリロビチ・アルチェフスキー（Oleksiy Kyrylovych Alchevskyiy; ウクライナ語: Олексій Кирилович Алчевський; ラテン文字表記: Oleksii Kyrylovych Alchevskyi; 1835年–1901年5月20日) は、ロシア帝国期におけるウクライナ人起業家、慈善事業家、実業家である。彼はロシアで最初の金融グループを創設した先駆者で、スロボダ・ウクライナでいくつかの銀行と産業組合を創設している。ロシア産業の発展における彼の役割は非常に重要だったので、1903年にドンバス地方（ウクライナ東部）の都市は彼に因んでアルチェフスクと名付けられた。

## 生涯
ハルキウ県（スロボダ・ウクライナ）スームィの、スロボダ・ウクライナ・コサックの小規模な食品店の家族に生まれたアルチェフスキーは、スームィ地区学校を卒業し、1862年にハルキウへ移住した。青年期に彼は左翼ポピュリズムの思想に興味を持ち、タラス・シェフチェンコの詩の親しみ、フロマダ運動に参加した。自身の茶舗を経営しながら、アルチェフスキーは独学を続けた。

1860年代末から1870年初頭にかけての、いわゆるロシアでの銀行ブーム時代に、アルチェフスキーはハルキウ相互協会の創設（1866年）を主導した。1868年後半に第二ギルドの商人として彼は、資本金50万ルーブルでハルキウ商業銀行を創設したが、これはサンクトペテルブルク商業銀行とモスクワ商業銀行に継ぐロシアで3番目の銀行だった。1871年に彼は第一ギルドの商人として、国内で最初の抵当貸付銀行であるハルキウ不動産銀行を、（ウラジーミル・ヴェルナツキーの父親ヴォロディミール・ヴェルナツキーと共に）資本金100万ルーブルで設立した。アルチェフスキーは1901年に没するまで、この銀行の会長を務めた。

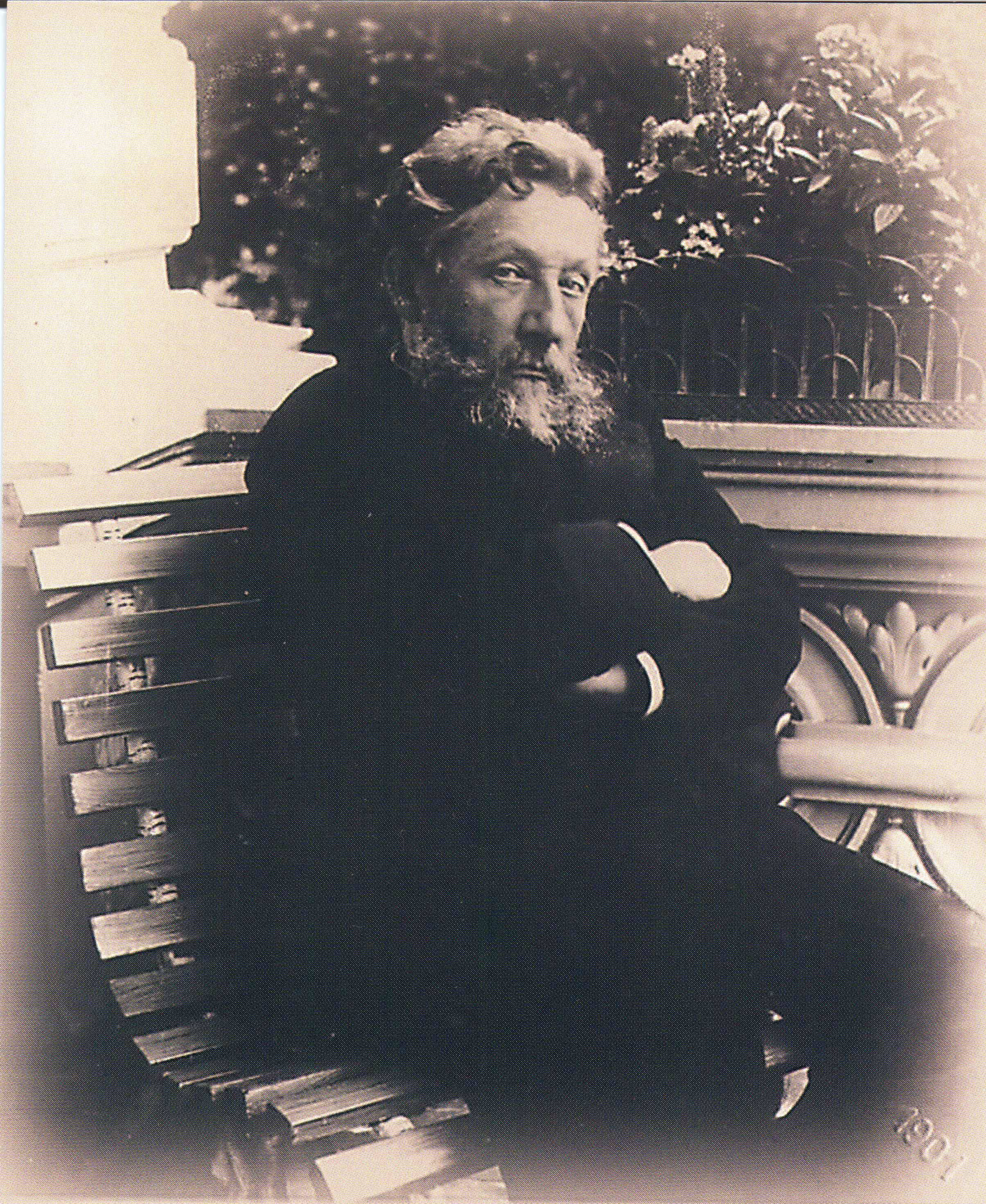
ハルキウでのオレクシイ・アルチェフスキー、1901年、アルフレッド・フェデッキ撮影

1879年、彼はアレクセーエフスキー鉱業協会（資本金200万ルーブル）を設立し、同会はスロヴャノセルプスク郡（エカテリノスラフ県）で最も豊富な無煙炭の埋蔵量を所有していた。1900年にはドンバス地方で3番目に多い4500万プードの石炭を産出した。アルチェフスキーはユーリエフカ駅（現在のアルチェフスクにあるコムナルスク駅近くの、アルチェフスク冶金コンビナート）近くにドネツ-ユーリエフカ金属協会（1895年、当初資本金800万ルーブル）の冶金工場建設も主導し、またマウリポリ（現在のイリイチ製鉄所の一部）近くにロシア摂理協会の冶金工場も建設した。1900年までに彼の資産は3千万ルーブルに達した。
1899年、妻のフリスティーナ・アルチェフスカと共に彼はタラス・シェフチェンコの最初の記念碑を建てたが、反ウクライナであるロシアの方針により記念碑の胸像は、ハリコフのミロノシツキー通り（現在のジョン・ミロノシツ通り）にある彼らの私邸（アレクセイ・ベケトフ建築）の裏庭に設置された。記念碑はロシアの彫刻家ウラジミール・ベクレミシェフにより、白大理石で作られた。アルチェフスキーの没後に邸宅は売却され、記念碑の行方は不明である。
1899年から1902年にかけての経済危機により財務省からの金融支援が得られず、アルチェフスキーは1901年5月20日、サンクトペテルブルクのヴィチェプスク駅から鉄道自殺した。

## 家族

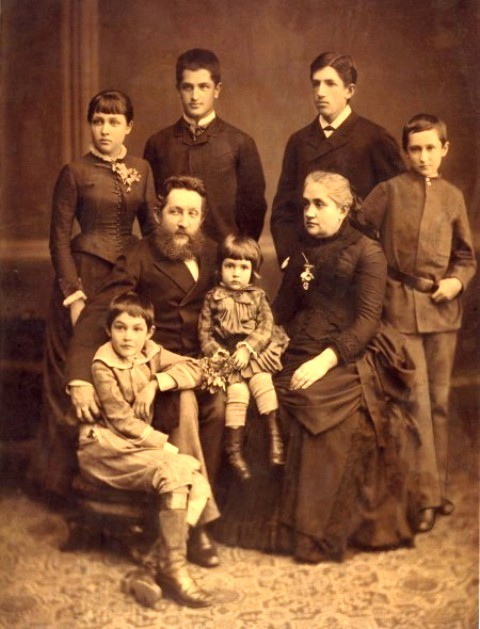
アルチェフスキー一家

アルチェフスキーは教育家のフリスティーナ・ジュラヴレヴァと結婚した。彼らの子どもたちは次の通り。
- ドミトリー・アルチェフスキー（1865-1920）[2]、クリミアの赤色テロ犠牲者
- グリゴリー・アルチェフスキー（1866-1920）[3]、作曲家
- アンナ・アルチェフスカ（1868-1931）
- ニコライ・アルチェフスキー（1872-1842）[4]
- イヴァン・アルチェスフキー（ドイツ語版）（1876-1917）[5]、オペラ歌手
- フリスティーナ・アルチェフスカ (娘)（ドイツ語版）（1882-1931）[6]、詩人

## 遺産
労働者たちの請願により、1903年にユーリエフカ鉄道駅と労働者の町は、アルチェフスクと改名された（現在のアルチェフスク市）。